# Eduardo Pincelli
Eduardo Pincelli (São José do Rio Preto, 23 aprile 1983) è un calciatore brasiliano, centrocampista svincolato.

## Carriera
Ha giocato nella massima serie dei campionati brasiliano, svedese, cipriota ed irlandese.